# 马尔让塞勒
马尔让塞勒（法語：Margencel，法語發音：[maʁʒɑ̃sɛl]）是法国上萨瓦省的一个市镇，属于托农莱班区。

## 地理
马尔让塞勒（46°20'17"N, 6°25'56"E）面积7.38 平方千米，位于法国奥弗涅-罗讷-阿尔卑斯大区上萨瓦省，该省份为法国东部省份，历史上为薩伏依的一部分，北与瑞士接壤，西接安省，南至萨瓦省，东与瑞士和意大利接壤。
与马尔让塞勒接壤的市镇（或旧市镇、城区）包括：阿兰日、莱芒湖畔昂蒂、佩里涅、锡耶。

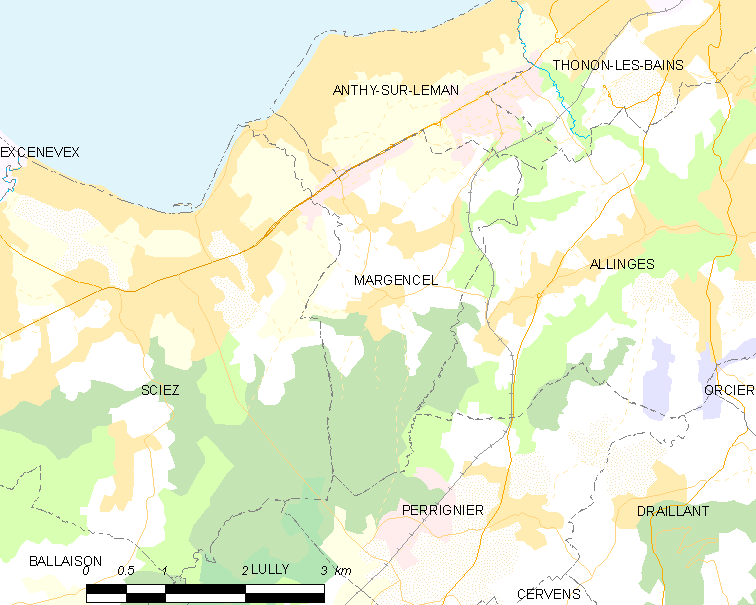
马尔让塞勒的OSM定位图

马尔让塞勒的时区为UTC+01:00、UTC+02:00（夏令时）。

## 行政
马尔让塞勒的邮政编码为74200，INSEE市镇编码为74163。

## 政治
马尔让塞勒所属的省级选区为锡耶县。

## 人口

1962-2008年间马尔让塞勒人口变化图示

马尔让塞勒于2022年1月1日时的人口数量为2261人。